# No lo trates
No lo trates è un singolo del rapper portoricano Daddy Yankee, della cantante dominicana Natti Natasha e del rapper statunitense Pitbull, pubblicato il 26 aprile 2019 su etichetta discografica Pina Records.